# Коленкор

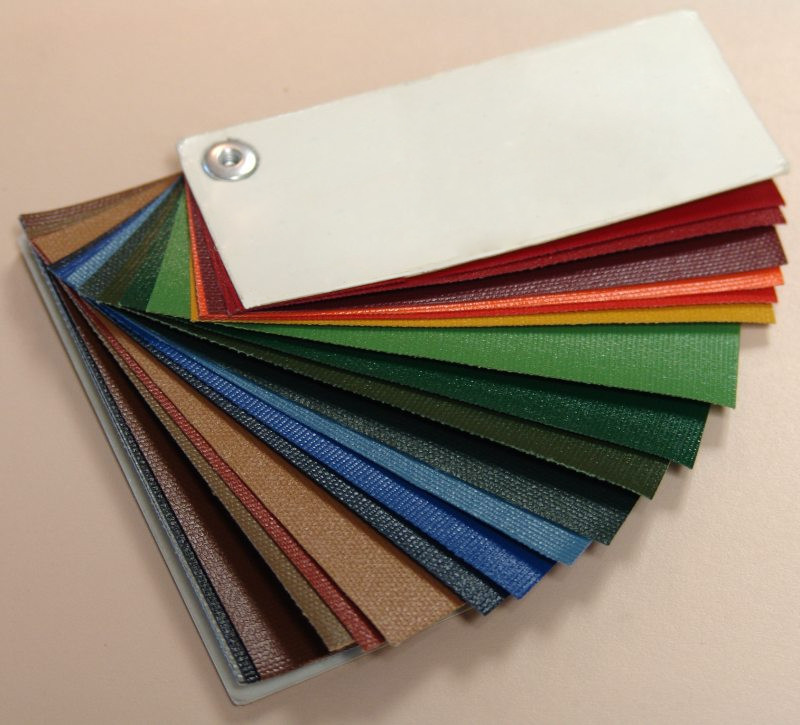

Коленкор (застаріле: калінкор, від фр. calencar) — індійська або перська бавовняна тканина полотняного переплетення, була поширена в XVIII—XIX століттях, зазвичай використовувалась для виготовлення книжкових палітурок і прокладок для одягу.
Після процедури апретування стає жорстким і блискучим, щоб витримувати інтенсивне використання в бібліотеках, вологостійкість і стійкість до цвілі.
Сучасний коленкор в США (англ. Buckram) пропонується в 15 кольорах, що відповідає технічним вимогам для використання в підручниках.